# La Gorgue
La Gorgue är en kommun i departementet Nord i regionen Hauts-de-France i norra Frankrike. Kommunen ligger i kantonen Merville som tillhör arrondissementet Dunkerque. År 2022 hade La Gorgue 5 553 invånare.

## Befolkningsutveckling
Antalet invånare i kommunen La Gorgue
| Referens: INSEE |